# Ariane de Lobkowicz-d'Ursel
Ariane Thérèse Nathalie Colienne Ludovic Marie prinses de Lobkowicz-d'Ursel (Ukkel, 30 januari 1996) is een Belgisch politica. Eerst was ze actief voor DéFI, daarna sloot ze zich aan bij de liberale MR.

## Biografie
De Lobkowicz is een telg uit de sinds 1958 Belgische tak van het geslacht De Lobkowicz en een dochter van prins Stéphane de Lobkowicz (1957), voormalig schepen van Ukkel en lid van het Brussels Hoofdstedelijk Parlement, en politica Barbara prinses de Lobkowicz geboren gravin d'Ursel (1957-2017), van 2014 tot haar overlijden lid van hetzelfde parlement als haar man, waar zij zich voornamelijk met dierenwelzijn bezighield. De Lobkowicz voert de dubbele naam De Lobkowicz-d'Ursel, naar haar beide ouders; officieel draagt zij de naam de Lobkowicz en is zij gerechtigd tot het voeren van het predicaat Hare Doorluchtige Hoogheid.
In 2016 behaalde ze een bachelor in de moderne kunsten aan de kunsthogeschool ESA Saint-Luc in Brussel. Daarna behaalde ze in 2020 een bachelor in de grafische technieken aan de Haute Ecole Albert Jacquard in Namen en in 2023 een bachelor in de rechten aan de Université Saint-Louis in Brussel.
De Lobkowicz was in 2019 kandidaat voor het Brussels Hoofdstedelijk Parlement voor dezelfde partij als haar moeder, het links-liberale DéFI. Ze stond op een onverkiesbare plaats, maar wist op 26 mei 2019 de lijstvolgorde te doorbreken en raakte verkozen in het Brussels Hoofdstedelijk Parlement. Ze werd daarmee het jongste parlementslid van dat ogenblik en ging zich net als moeder met name inzetten voor dierenwelzijn, alsook legde ze zich toe op leefmilieu, gelijke kansen, volksgezondheid en Europese zaken.
In september 2023 verliet ze de partij DéFI en stapte ze over naar de liberale MR.. Als uitgesproken tegenstandster van onverdoofd slachten vond ze het onbegrijpelijk dat er binnen DéFI interne verdeeldheid bestond over een ordonnantie over het verbod van deze praktijk, die was ingediend in het Brussels Parlement. De MR stond wel onvoorwaardelijk achter deze ordonnantie, waarop de Lobkowicz besloot om politiek actief te worden bij deze partij. Bij de gewestverkiezingen van juni 2024 werd zij voor de MR herkozen in het Brussels Parlement.
Sinds december 2024 is zij eveneens gemeenteraadslid van Ukkel.